# Улица Адмирала Трибуца
Улица Адмирала Три́буца — улица в Красносельском районе Санкт-Петербурга. Проходит от проспекта Героев до Петергофского шоссе в створе улицы Пограничника Гарькавого. Пересекает Матисов канал по мосту. Протяжённость улицы составляет около 1,2 км.

## История
Появилась в Санкт-Петербурге в 2008 году. Название дано 16 октября 1978 года в честь адмирала Владимира Филипповича Трибуца в ряду других улиц, наименованных в память о Великой Отечественной войне в проектируемом районе на юго-западе Ленинграда. Застройка данного района реально началась только в 2006 году.

## Пересечения
- Петергофское шоссе
- проспект Героев

## Примыкание
- улица Пограничника Гарькавого
- улица Адмирала Коновалова
- улица Лётчика Тихомирова
- набережная Матисова канала

## Транспорт
Ближайшие станции метро — «Проспект Ветеранов» и «Ленинский проспект».
- непосредственно по улице проезжают:

1. Автобусы № 160, 203, 226, 239, 300, 333
2. Троллейбус № 41

- пересекают улицу:
- По Петергофскому шоссе:

1. Трамваи № 36, 60
2. Автобусы № 103, 162, 201, 204Э, 210, 229, 401, 486
3. Маршрутные такси № 401А, 486В, 650А

- По проспекту Героев:

1. Троллейбус № 41
2. Автобусы № 226, 300, 333

## Достопримечательности
- Жилой район «Балтийская жемчужина» (в который входят жилые комплексы «Дудергоф Клаб», «Жемчужный берег», «Жемчужный фрегат», «Жемчужная симфония»)